# Goianésia Esporte Clube
El Goianésia Esporte Clube es un club de fútbol de la ciudad de Goianésia, estado de Goiás en Brasil. Fundado el 28 de marzo de 1985, juega actualmente en el Campeonato Goiano.

## Palmarés
- Premio Puskás: 1

2015
- Campeonato Goiano Serie B: 1

1985